# ضیاءالسلطنه (دختر ناصرالدین‌شاه)
ضیاءالسلطنه، شاهزاده قاجار، دختر ناصرالدین‌شاه از ندیم‌السلطنه بود، وی همسر میرزا زین‌العابدین تهرانی امام‌جمعه تهران شد. او که در سال ۱۲۷۲ قمری متولد شد بود، در سال ۱۲۹۰ قمری پس از درگذشت شاه‌بیگم ضیاءالسلطنه دختر فتحعلی شاه ضیاءالسلطنه لقب گرفت. ضیاءالسلطنه در دوران سلطنت مظفرالدین‌شاه درگذشت. او صاحب چهار فرزند بود که در هنگام مرگش تنها دوتن از آنان در قید حیات بودند: سید جواد ظهیرالاسلام و زهرا خانم شمس‌السلطنه که بعد از درگذشت مادرش لقب او را دریافت کرد و با محمد مصدق، نخست وزیر ایران، ازدواج کرد.